# Dub U Umučeného
Dub U Umučeného je památný strom, který rostl mezi obcemi Doksany a Dolánky nad Ohří. V současnosti je již jen mrtvým torzem, odumřel kolem roku 2000.

## Základní údaje
- název: Dub U Umučeného[1], Umučený dub, Žižkův dub[2]
- obvod: přes 500 cm[1]

Strom stojí po pravé straně u silnice z Dolánek na Doksany, poblíž odpočívadla.

## Stav stromu a údržba
Dub začal odumírat po úpravě silnice. Nebylo ho možné porazit, takže jeho kmen zavalil násep nové silnice. Smog, otřesy, zasypané kořeny a solení nemohl strom dlouhodobě vydržet, takže kolem roku 2000 odumřel. Později došlo ke zpevnění torza betonem. Po zániku zasadil poblíž pan Malík z Doksan nový dub.

## Historie a pověsti
Pověst pocházející z církevních materiálů z konce 17. století vypravuje, že Jan Žižka poslal do doksanského kláštera jednoho ze svých hejtmanů, Daniela Unčičku. Toho dojalo neštěstí jeptišek, pokusil se odvrátit útok a za to ho Žižka nechal umučit pod starým dubem. Podle historických záznamů se však Žižka útoku na klášter 7. července 1421 nemohl zúčastnit.
Církevní verze pověsti se ale neuchytila a lidé si ji vypravovali jinak. Hejtman se prý nechal v klášteře podplatit, pokusil se útoku zabránit a za úplatek mu nechal Žižka pod dubem zlato nalít do hrdla.

## Další zajímavosti
Dub ve svém díle zachytil akademický malíř Jaroslav Turek.

## Památné a významné stromy v okolí
- Doksanský jinan
- Doksanský platan
- Doksanský buk
- Doksanská lípa
- Brozanská lípa
- Brozanský dub